# Nostre Teatro
Nostre teatro fou una publicació setmanal publicada a la Ciutat de València el 28 de maig del 1921. Cada setmana, la publicació recollia un sainet valencià, i va compartir nom, una dècada després, amb el Nostre Teatre que el seu editor, Vicent Miguel Carceller, va obrir al Carrer de Pi i Margall de la capital valenciana.
Tenia un preu de 20 cèntims, inferior al de les publicacions de la competència, que era d'una pesseta.